# Eva Waldemarsson
Eva Sylvia Waldemarsson (* 16. November 1903 in Rinkaby; † 24. Mai 1986) war eine schwedische Schriftstellerin.

## Werke
- Aldrig dör ljuset (1946)
- Emelie: Carl XV's Frilla (1973)
- Ett hus åt Ira (1979)
- Himlaland (1961)
- Himlavargen (1959)
- Himlen kan jag undvara (1978)
- Inom natt och år (1965)
- Kungaarvet (1977)
- Kungens stad (1969)
- Madonneleken (1967)
- Min far sköt en stork (1984)
- Ormstenen (1975)
- Pärlhönan (1977)
- Som rosen mitt hjärta (1963)
- Statsrådinnan (1981)

## Auszeichnungen
- 1964: Stipendium der Boklotteriet
- 1967: Stipendium des Litteraturfrämjandet
- 1968: Stipendium des Litteraturfrämjandet